# Ibermúsicas
El Programa de Fomento de las Músicas Iberoamericanas, conocido como Ibermúsicas, es un programa multilateral de cooperación internacional dedicado exclusivamente a las artes musicales. Fue aprobado en noviembre de 2011, en la XXI Cumbre Iberoamericana de Jefas y Jefes de Estado y de gobierno en Asunción, Paraguay, “Transformación del Estado y desarrollo” con el objetivo de fomentar la presencia, conocimiento y difusión de la diversidad musical iberoamericana, estimular la formación de nuevos públicos en la región y ampliar el mercado de trabajo de las y los profesionales del sector. Funciona en el marco del Espacio Cultural Iberoamericano de la SEGIB (Secretaría General Iberoamericana). Se encuentra integrado por 15 países iberoamericanos y su presidenta para el periodo 2021-2024 es Camila Gallardo Valenzuela, oriunda de Chile.
En el marco de las celebraciones por su décimo aniversario, Ibermúsicas dedicó en el año 2022 diferentes acciones de apoyo a la difusión de la obra de músicas y músicos en plataformas digitales de streaming, entre otras acciones dirigidas a potenciar y promover la actividad musical en la región.

## Historia
En el marco de las reuniones del III Congreso Iberoamericano de Cultura que tuvo lugar en Medellín, Colombia, en julio del año 2010, los participantes inspirados en los principios de la Carta Cultural Iberoamericana, y en la necesidad de que por intermedio de las políticas, los acuerdos, las regulaciones y, en general, mediante los instrumentos de fomento artístico y cultural en los contextos nacionales e internacionales, se desarrollen de manera efectiva derechos culturales de las personas, los grupos humanos y los pueblos, decidieron avanzar en el impulso de una Agenda para la construcción del Espacio Musical Iberoamericano. Con este antecedente, en el marco de la reunión del comité de trabajo celebrada en el mes de abril del año 2011 en Santiago de Chile, en la que participaron representantes de Argentina, Ecuador, El Salvador, México, Paraguay, Perú, República Dominicana, España, Uruguay, Venezuela, de la SEGIB y de la OEI (Organización de Estados Iberoamericanos para la Educación, la Ciencia y la Cultura) se aprobó la presentación del programa con los componentes desarrollados por la comisión integrada por la Argentina, Chile y México.

## Objetivos
Con el fin de aunar políticas pública de fomento y apoyo a la actividad profesional de las y los artistas para una mayor integración regional, Ibermúsicas establece los siguientes objetivos estratégicos:
- Dinamizar el espacio musical de toda la región Iberoamericana mediante políticas públicas de fomento y apoyo a la actividad profesional de las y los artistas musicales.
- Fomentar la creación musical en todas sus formas y sin distinciones de estilos, géneros y tradiciones.
- Promover la profesionalización, accesibilidad, inclusión y promoción de las músicas iberoamericanas.

## Actividades
El Programa Ibermúsicas desarrolla para cumplir sus objetivos, las siguientes actividades:

### Convocatorias
Estas actividades promueven el acceso a la movilidad internacional por medio de ayudas económicas directas y por medio de ayudas indirectas a través de convocatorias a festivales, mercados, encuentros, ciclos. De esta manera, apunta a subsanar uno de los principales obstáculos que se presentan a las y los artistas a la hora de organizar giras artísticas debido al valor de los pasajes aéreos internacionales, facilitando el acceso a las y los participantes por medio de este tipo de asistencia.
Algunas de las convocatorias llevadas a cabo por el Programa Ibermúsicas son:
- Ayudas a la movilidad de músicas y músicos.
- Ayudas a festivales, mercados y encuentros para la movilidad de músicas y músicos.
- Ayudas al sector musical en modalidad virtual.

### Becas y Premios
Las becas y premios son una propuesta destinada a la creación de nuevas obras y nuevos repertorios en aquellos campos de la creación musical más necesitados de apoyo económico o en aquellos en los que existe una evidente carencia de obras iberoamericanas para ser interpretadas. 

### Formación e Investigación
El fomento de la formación e investigación tiene como fin la preservación de músicas tradicionales y del patrimonio inmaterial musical, teniendo como eje el respeto a la diversidad e interculturalidad, como así mismo, capacitaciones permanentes sobre la industria musical.

### Estrenos de obra
Se promueve el estreno de obras musicales compuestas bajo los programas de concurso y de residencias, incentivando la creación musical en todas sus formas, sin distinciones de estilos, géneros y tradiciones.

## RÍOS
La Red Iberoamericana de Orquestas Sinfónicas, es la organización creada en el marco de la celebración del décimo aniversario de creación de Ibermúsicas, brindando su auspicio a este proyecto.
El propósito de esta red es conectar a las orquestas profesionales de la región por medio del desarrollo de la música sinfónica, propiciando la integración y la cooperación, con herramientas que aporten al fomento de la música orquestal, al intercambio de conocimiento, a la identificación de desafíos y a la coordinación de agendas fortaleciendo las instituciones y al sector en general.
El proyecto está integrado actualmente por 34 orquestas de 15 países, permaneciendo abierto a la incorporación de nuevas instituciones que se interesen en formar parte.

## Catálogos
Con el fin de aportar a la promoción de las y los integrantes del ecosistema musical, y facilitar su acceso a todos los concursos, convocatorias, noticias y demás novedades del sector musical regional, se creó el Catálogo Sector Musical que funciona en el sitio web de la organización.
Así mismo, para cubrir la difusión de acciones de investigación llevadas adelante en el marco del Programa, se creó el Catálogo de Investigación Musical. Ambos catálogos se actualizan online en forma permanente.

## Destinatarios
Las acciones de Ibermúsicas están dirigidas principalmente a músicas, músicos, intérpretes, compositores, grupos musicales, bandas, managers, agencias de booking, productoras y festivales, mercados, encuentros, ciclos musicales de todos los ámbitos y estilos. Asimismo, las instituciones como universidades, centros de experimentación en la creación, colectivos musicales, centros de investigación académica y de musicología y los centros culturales y de base comunitaria, espacios culturales en zonas de vulnerabilidad social, siendo un objetivo común de Ibermúsicas, al recibir a las y los artistas beneficiados por el Programa que se comprometen socialmente al llevar talleres y espectáculos a estos centros, amplificando así la repercusión del impacto de las ayudas económicas.
De forma indirecta, el Programa Ibermúsicas llega a las y los ciudadanos que se nutren con la programación internacional y la apreciación de la diversidad y riqueza cultural iberoamericana.

## Miembros y conducción
El Programa Ibermúsicas se administra a través de un Consejo Intergubernamental, conformado por una autoridad de las artes musicales de cada país. Participan en esta decisión los Ministerios, Secretarías e Institutos de cultura de los países miembros de Iberoamérica, que son: Argentina, Brasil, Chile, Colombia, Costa Rica, Cuba, Ecuador, España, México, Panamá, Paraguay, Perú, Portugal, Uruguay y Venezuela. Participa con voz, pero sin voto la SEGIB.
El Consejo tiene la tarea de definir la política y las modalidades de ayuda y toma las decisiones de conformidad con las reglas enunciadas en el Reglamento del Programa Ibermúsicas. Para poner en marcha la ejecución del Programa se creó la Unidad Técnica que depende directamente del Consejo Intergubernamental.